# کاخ گانگوتنا

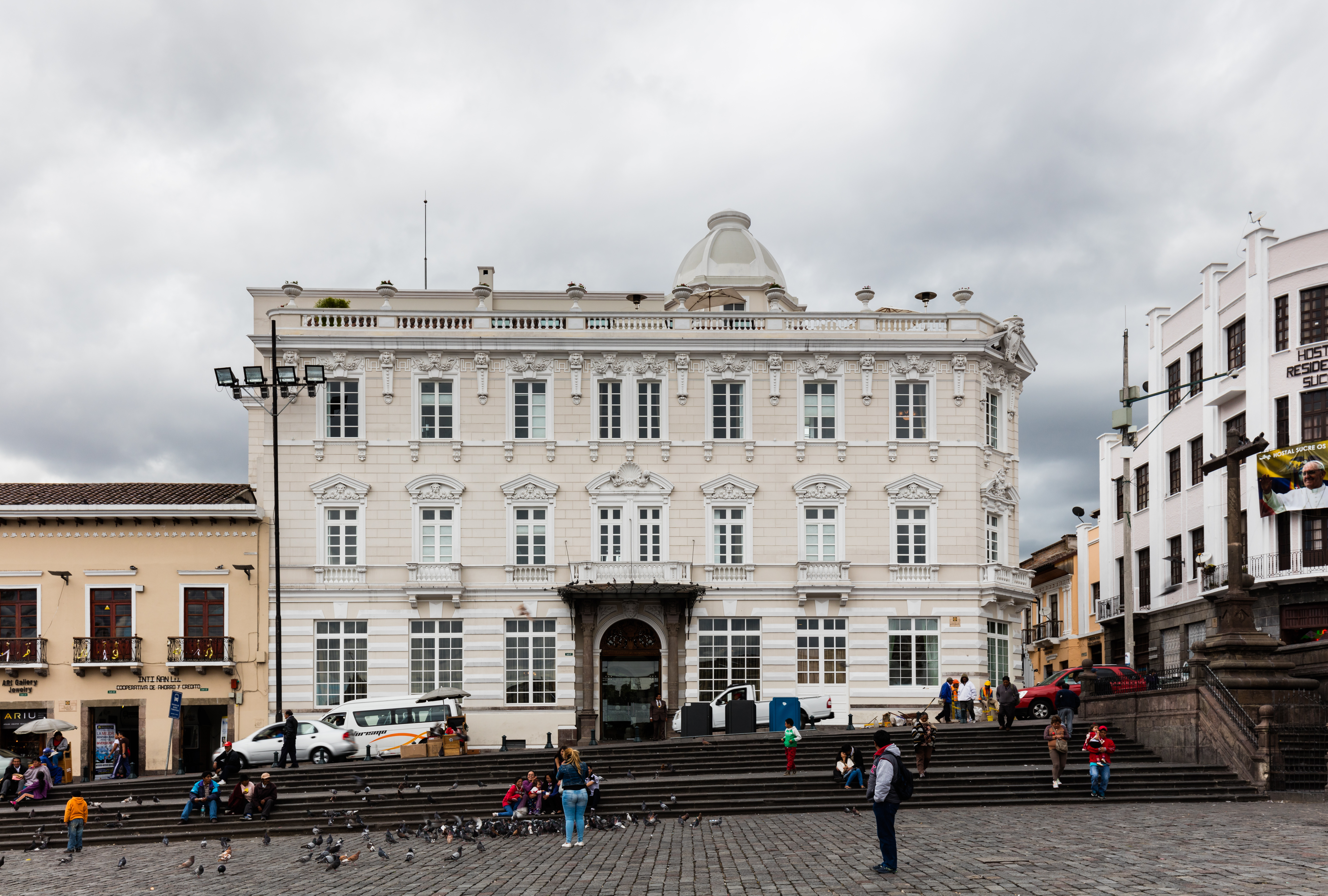

کاخ گانگوتنا (به اسپانیایی: Palacio Gangotena) که در حال حاضر محل هتل کاسا گانگوتنا است، یک بنای اشرافی در شهر کیتو (اکوادور) محسوب می‌شود. این کاخ در گوشه خیابان‌های روکافوئرته و کوئنکا، مقابل میدان تاریخی سن فرانسیسکو در مرکز تاریخی کیتو قرار دارد. به دلیل تزئینات ظاهری چشمگیر، این بنا یکی از شاخص‌ترین ساختمان‌های مشرف به میدان است و همچنین به واسطه پیشینه تاریخی آن که به قرن هفدهم بازمی‌گردد، شهرت دارد. مالکیت این بنا تا سال ۱۹۹۷ در اختیار خانواده گانگوتنا بود؛ خانواده‌ای که اعضای آن شامل صنعتگران، سیاستمداران، زمین‌داران، دانشگاهیان و شاعران بودند. در نهایت، این ساختمان در سال ۲۰۱۱ به عنوان یک هتل مجلل افتتاح شد.

## تاریخچه

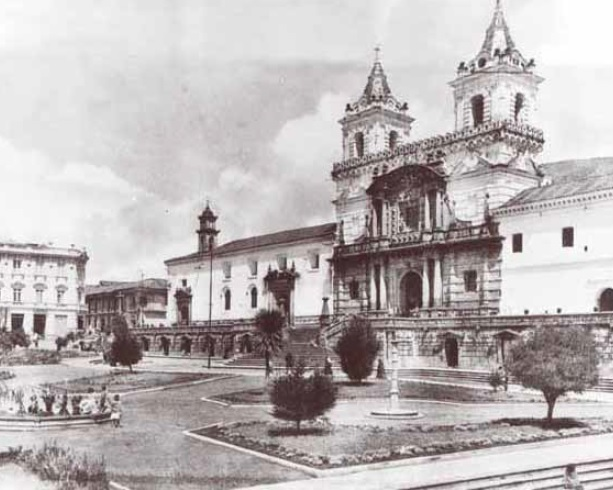
میدان سن فرانسیسکو در سال ۱۹۲۰. کاخ در سمت چپ دیده می‌شود.

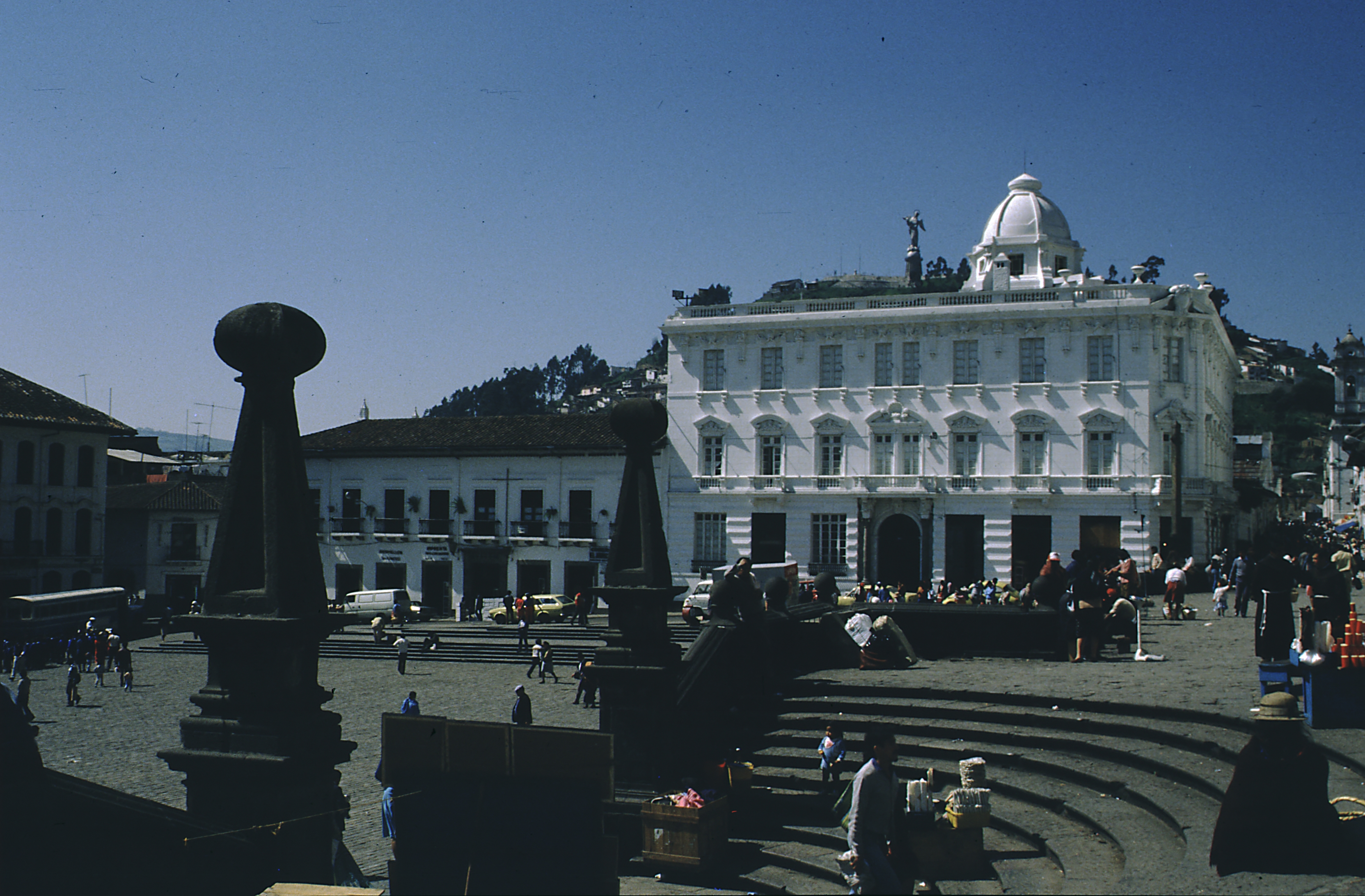
کاخ گانگوتنا در سال ۱۹۸۵.

تاریخچه این کاخ به دوران اینکاها بازمی‌گردد، زیرا بر اساس نخستین گزارش‌های فاتحان اسپانیایی، در قرن پانزدهم معابد این تمدن در اطراف میدان سن فرانسیسکو وجود داشته‌اند. یکی از این معابد دقیقاً در محل فعلی این کاخ قرار داشت. پس از ورود اسپانیایی‌ها به کیتو در سال ۱۵۳۴، خانواده‌های ثروتمند خانه‌های خود را در اطراف این میدان بنا کردند. با این حال، اطلاعات دقیقی دربارهٔ نخستین مالکان این عمارت که در مجاورت کلیسای کانتوینا قرار دارد، در دست نیست.
مالکیت این عمارت از حدود قرن هجدهم به خانواده گانگوتنا انتقال یافت. روایت شده که یکی از دختران این خانواده از ازدواج با یک جوان ثروتمند منصرف شد و در نتیجه، این جوان خشمگین تلاش کرد کاخ را به آتش بکشد، اما ناموفق ماند. خانواده گانگوتنا در سال ۱۸۸۰ کاخ را بازسازی کردند تا با استانداردهای جدید مسکونی همخوانی داشته باشد و احتمالاً نخستین حمام‌های مدرن را در آن نصب کردند.
در سال ۱۹۱۴، آتش‌سوزی شدیدی ساختار کاخ را به شدت آسیب‌پذیر کرد. در نتیجه، در سال ۱۹۱۸ خانواده گانگوتنا از معماران ایتالیایی، آنتونیو و پائولو روسو، درخواست کردند تا کاخی جدید طراحی کنند. نتیجه کار آن‌ها، بنایی با ترکیبی از سبک‌های مختلف معماری بود که هم در نمای بیرونی و هم در دکوراسیون داخلی جلوه‌ای خاص داشت.
در طول دهه‌ها، این کاخ محل برگزاری نشست‌های مهم سیاسی، رویدادهای تاریخی، فرهنگی و جشن‌های باشکوه طبقه ممتاز کیتو در نیمه نخست قرن بیستم بود. این بنا حتی اقامتگاه برخی از رئیس‌جمهورهای اکوادور از جمله کامیلو پونسه انریکس (سیاستمدار) نیز بود که با دولورس گانگوتنا یی خیخون، وارث این کاخ، ازدواج کرده بود.

## معماری و ساختار
این کاخ به سبک معماری التقاطی طراحی شده و ترکیبی از معماری نئوکلاسیک، معماری احیای رنسانس و آرت دکو را در خود جای داده است. این بنا سه‌طبقه بوده و دارای طرحی به شکل نعل اسب است. ساختار اصلی کاخ شامل دیوارهای باربر آجری، تیرهای تقویت‌کننده آهنی و چوبی است. نمای ظاهری آن، به دلیل قرارگیری در مقابل میدان سن فرانسیسکو، جلوه‌ای باشکوه دارد.